# Neottia smithiana
Neottia smithiana är en orkidéart som beskrevs av Rudolf Schlechter. Neottia smithiana ingår i släktet näströtter, och familjen orkidéer. IUCN kategoriserar arten globalt som starkt hotad. Inga underarter finns listade i Catalogue of Life.